# Literarni zgodovinar
Literarni zgodovinar je strokovnjak za literarno zgodovino.  V popularni rabi poimenuje vsakega literarnega znanstvenika, ne glede na to, ali se z literaturo ukvarja z zgodovinske ali s teoretične perspektive. V ožjem smislu pa je literarni zgodovinar strokovnjak za posamezno nacionalno literaturo, zato lahko govorimo o slovenskih, angleških, ruskih, ameriških, hrvaških ... literarnih zgodovinarjih. Pojem svetovna literarna zgodovina vključuje praviloma le kanonizirana dela in avtorje dominantnih nacionalnih literatur zahodne civilizacije.  Tistim, ki jih zanima literatura kot taka (njena struktura, vloga, sredstva, oblike  in postopki), pravimo literarni teoretiki. Ker se zdi termin literarna znanost za humanistično disciplino pretenciozen, znanstveno ukvarjanje z literaturo raje poimenujemo s terminom literarna veda, iz česar pa v slovenščini nismo stvorili imena za strokovnjaka (+ literarni vednik); zastarel je tudi izraz literarni učenjak (literary scholar). Literarnemu zgodovinarju sorodni so literarni komparativist, literarni kritik, literarni didaktik, literarni sociolog. 